# 上昆戈塔
上昆戈塔（斯洛維尼亞語： 發音：[ˈzɡoːɾnja ˈkuːŋɡɔta]），又译为兹戈尔尼亚昆戈塔，是斯洛維尼亞東北部昆戈塔市鎮的村莊及行政中心，位于斯洛文尼亞山（Slovenske gorice）西部。
村裡的堂區教堂以該聚居地的名字命名，是獻給聖庫妮根德，屬於天主教馬里博爾總教區。它建在靠近主要定居點西南佩斯尼察河左岸的地方。它在可追溯到1391年的書面文件中首次被提及，但現在的教堂可追溯到18世紀，當時擴建了舊核心建築並增加了兩個小教堂。

## 外部連結
- Zgornja Kungota on Geopedia （页面存档备份，存于）